# Gmina Pustec
Gmina Pustec (alb. Komuna Pustec, mac. Општина Пустец) – gmina położona we wschodniej części Albanii. W latach 1973–2013 gmina nazywała się Komuna Liqenas. Administracyjnie należy do okręgu Korcza w obwodzie Korcza. W 2011 roku populacja gminy wynosiła 8922 osób, 4374 kobiet oraz 4548 mężczyzn, z czego Albańczycy stanowili 0,79% mieszkańców, a Macedończycy 97,02%. Gmina położona jest na południowo-zachodnim brzegu jeziora Prespa.
W skład gminy wchodzi trzynaście miejscowości: Pusteci, Diellas, Cerjë, Goricë e Vogël, Goricë e Madhe, Lajthizë, Kallamas, Gollomboç, Zaroshkë.